# 備前焼伝統産業会館
備前焼伝統産業会館（びぜんやきでんとうさんぎょうかいかん）は、岡山県備前市にある備前焼に関する陶芸美術館である。

## 概要
建物の1階は東備観光情報センターで、2階、3階が本会館となっている。
1987年（昭和62年）4月15日、開館。2009年（平成19年）に２階展示即売場をリニューアル。建物全体が登り窯の形を模している。
協同組合岡山県備前焼陶友会が管理していたが、2024年4月から本会館が近接する「備前市立備前焼ミュージアム」の別館となることに伴い、備前市（8月からは市の外郭団体）の管理となっている。

## 施設概要
備前焼作家や窯元の作品約4,000点が展示・販売されている。土日祝には備前焼の土ひねり体験を行えるほか、毎年10月開催の備前焼まつりの会場にもなっている。
入館料無料。ただし土ひねり体験は料金徴収あり。
営業時間は9:30から17:30まで、土ひねり体験は10:00から15:00まで。
火(祝の場合は翌日)・年末年始(12/29から1/3まで)休業。

## 交通アクセス
- 赤穂線伊部駅直結。
- 山陽自動車道備前インターチェンジ・和気インターチェンジから約15分。駐車場は普通車28台、バス8台[3]。